# Chiles flag
Chiles flag er delt i hvidt over rødt og har en blå kanton med en hvid femtakket stjerne. Flaget er i størrelsesforholdet 2:3. Det benyttes i uforandret form i alle funktioner som nationalflag, handelsflag, statsflag og orlogsflag. 
Rødt står for frihedskampen, blåt for himmelen og hvidt for snen i Andesbjergene. Den hvide stjerne i det blå felt henviser til at Chile er en enhedsstat.
Flaget har været Chiles nationalflag siden 18. oktober 1817. Det blev benyttet ved uafhængighedserklæringen af 1817. José Ignacio Zenteno, forsvarsminister under Bernardo O'Higgins krediteres for idéen bag flaget, mens Antonio regnes som den som har tegnet det. Andre tillægger æren for at have tegnet flaget til Gregorio de Andía y Varela. Flagets enkelte bestanddele blev specificeret i 1854, mens stjernens størrelse blev fastsat i 1922.
Før Chiles nuværende flag blev taget i brug, blev der benyttet to vandret stribede trikolorer. Først et flag i blåt, hvidt og gult fra 1810 til 1814, derefter et flag i blåt, hvidt og rødt frem til 1816. 

## Orlogsgøs
Orlogsgøsen som benyttes af skibe i Chiles søforsvar er en blå dug med en enkelt hvid stjerne. 

## Præsidentflag
Præsidentflaget har nationalvåbnet i midten. Det centrale motiv i nationalvåbnet er et skjold, delt i blåt over rødt og med en hvid stjerne i midten. Skjoldet er flankeret af en andeshjort og en kondor. Mottoet lyder "Por la razón o la fuerza".
- Chiles orlogsgøs
- Chiles præsidentflag
- Chiles flag 1810-1814
- Chiles flag 1814-1816